# 피루브산 탈수소 효소
피루브산 탈수소 효소(Pyruvate dehydrogenase,PDH)는 미토콘드리아 기질(matrix) 내에서 피루브산을  아세틸-CoA와 CO2를 생성하는 산화적인 탈카복실화반응을 진행한다. PDH의 반응에는 NAD+가 관여한다.  이때 자유에너지변화량(free energy change)은 -33KJ/mole로 알려져있다.

## 알츠하이머
한편 아밀로이드 베타 단백질(Amyloid beta protein,Aβ)의 축적은 PDH의 활동을 억제하는 것으로 보고되었다.

## 같이 보기
- 생체에너지학
- 피루브산 탈수소효소 복합체
- 보조 인자
- 전자전달계